# Путиловская церковь
Путиловская церковь (церковь святителя Николая Чудотворца и мученицы Царицы Александры) — православный храм в Санкт-Петербурге за Нарвской заставой.
Входит в состав Кировского благочиния Санкт-Петербургской епархии Русской православной церкви. Настоятель храма — протоиерей Владимир Гончаренко.

## История
Строительство церкви при Путиловском заводе началось в 1901 году и продолжалось 5 лет на вычеты из заработков работников завода в размере 2 % начисленных сумм. Как и весь завод, церковь находилась за городской чертой, на территории пригородного Петергофского участка столицы. Для внешнего оформления постройки автор проекта, гражданский инженер Василий Антонович Косяков избрал русский стиль.
Церковь была размещена напротив северной проходной на территорию завода в глубине участка, ограниченного с запада — Петергофским шоссе, с севера — насыпью Путиловской железнодорожной ветви и с юга — Богомоловой (Богомоловской) улицей, (ныне улица Возрождения). Адрес в первые годы после его постройки: Петергофское шоссе, д. 70. Для прохождения крестных ходов вдоль восточной (алтарной) стороны церкви использовался упирающийся в железнодорожную насыпь тупиковый проезд, который получил название Новый переулок.
Двухэтажная церковь и её приделы освящены в 1906—1907 году:
- верхний храм — во имя святителя Николая Чудотворца;
- боковой придел — во имя святой мученицы Александры Римской, также чтимой как царица Александра;
- нижний храм — во имя святого великомученика Георгия Победоносца.

Позже в специально сделанный для этого склеп при новой церкви были перенесены останки владельца Путиловского завода, строителя Морского порта и Морского канала Петербурга Николая Путилова, а также его супруги. Перенос гробов был осуществлён вопреки воле самого покойного: Путилов завещал похоронить его на Гладком острове (он же Вольный или Круглый остров) Финского залива, близ которого был прорыт Морской канал, последнее его детище, что и было осуществлено в 1880 году после смерти этого крупнейшего промышленника России.
В 1918 году настоятель Путиловской церкви священник Павлин Матвеевич Смирнов был арестован. В 1922 году прихожане Путиловской церкви с оружием в руках оказали сопротивление изъятию церковных ценностей. Сопротивление было подавлено, однако заводская церковь продолжала действовать.
23 сентября 1924 года в Ленинграде произошло второе по величине за историю города наводнение. Вода, поднявшаяся на 3,8 метра выше ординара, залила 80 % территории Путиловского завода, раскинувшегося вдоль берега Финского залива. Вода залила станки и горны; в мартеновской печи завода застыл невыплавленный металл; печь «закозлило» на несколько месяцев. Уровень воды в литейном цехе поднялся на полтора метра, и волны беспрепятственно смывали оттуда сотни кубометров формовочного песка, разнося его по всей территории завода. От затопления и заноса илом пострадали также нижний храм и придел заводской церкви: располагалась она близ путей Путиловской ветви, тогда как волны плескались даже у товарных вагонов на внутризаводской станции Пущино.
Помимо гигантского материального ущерба, завод понёс и утраты по кадровому составу. В акте специальной комиссии, составленном спустя месяц, в конце октября 1924 года, указывалось что «до сих пор не посещает завод 15 % всех рабочих» (при борьбе со стихией большая часть из них получила заболевания и травмы, а некоторые погибли), а «из работающих 18 % занято исключительно по исправлению повреждений, происшедших от наводнения». Определение дальнейшей судьбы церкви было отложено на месяц.
14 декабря 1924 года общезаводская конференция Путиловского завода приняла решение: «провести повсеместно цеховые собрания и, в случае согласия большинства рабочих, церковь закрыть», передав здание «на культурно-просветительские цели».
До принятия окончательного решения обе заинтересованные стороны вели пропаганду среди путиловцев, как на самом заводе, так и в масштабах всей Нарвской заставы, где проживали рабочие и служащие с семьями. Представители церковной общины ходили по квартирам района, собирая подписи за сохранение церкви и под протестами прихожан. Со своей стороны, заводская партийная ячейка РКП(б) и завком направляли «агитаторов в учреждения и на предприятия района, где должны были разъяснять смысл проводимой кампании». Среди наиболее сильных аргументов против сохранения церкви был тот факт, что средства на её постройку якобы взимались с рабочих принудительно, причём в существенном размере: «с каждого добытого мозолями и потом полтинника вычиталась копейка на сооружение храма» — то есть, 2 процента от заработка на протяжении шести лет.
Итоги этого «референдума» оказались неоднозначными. Если большинство кузнецов и прокатчиков поддержало закрытие церкви, то в главной конторе (подразделение, объединяющее служащих завода) из 78 человек, принимавших участие в голосовании, за закрытие церкви проголосовало только 9 («Иван Седов, Игнатий Смальческий и ещё семеро»). В противовес варианту закрытия церкви интеллигенция Путиловского завода выдвинула и поддержала подавляющим большинством голосов постановление: «объявить подписку на строительство нового здания для клуба, а церковь оставить». Предложение закрыть церковь не получило однозначной поддержки и на голосованиях, проводившихся на отдельных собраниях женщин — жён рабочих и служащих завода.
В поддержку рабочих Путиловского завода, требовавших закрытия церкви, стали проводить собрания на других заводах Ленинграда. 20 января 1925 года расширенное делегатское собрание представителей прошло на «Красном треугольнике». Аналогичные собрания прошли на Северной верфи, заводе имени Егорова, Невском заводе имени Ленина и на фабрике «Гознак». В порядке встречных требований 500 рабочих и служащих типографии имени имени Володарского потребовали закрыть бывшую домовую церковь графа Апраксина и передать её помещения под клуб юных пионеров.
Рассмотрев жалобы на нарушения при проведении голосований о судьбе церкви, Ленинградский губисполком встал на сторону верующих и рекомендовал провести повторное собрание. Оно состоялось 5 февраля 1925 года, на сей раз с участием всего завода. Около 8 тысяч человек собрались на площади примерно в 1 гектар. По регламенту слово для выступлений было предоставлено 6 ораторам — три от стороны «за» закрытие церкви, и три от стороны «против», после чего приступили к подсчёту голосов.
В последующие дни, «пока в различных инстанциях выполнялись формальности, за деревянной оградой перед церковью каждый день собирались женщины. Они… обсуждали прошедшие события, а заодно и охраняли церковь… Под руководством членов двадцатки верующие организовали круглосуточное дежурство. Группками по 5-6 человек они просиживали у тлеющего костра ночи напролёт, поёживаясь от холода…»
Тем не менее, через несколько дней, 31 января 1925 года губисполком принял решение о закрытии церкви. Слесарь Григорий Котиков взобрался на крышу и «пробрался к самому кресту с пилой и топором в руках»:

— Господи! Накажи его, антихриста, сверзи на землю. Пусть убьётся до смерти Смоляк проклатый, — молились прихожане.
Но Смоляк, как окрестили Константина за черноту, продолжал спокойно делать своё дело. Вот он, обвязавшись, уселся на самой вершине купола и медленно, сменяя руку, начал подпиливать крест… Наконец Котиков закрепил один конец троса за крест, а другой сбросил на землю. Десятки рук схватили трос внизу.
— Раз, два, взяли! — поднатужились рабочие.
Трос натянулся. Ещё усилие — и многопудовый бронзовый крест, покачнувшись, рухнул на деревянную ограду.

Путиловскую церковь заколотили восьмидюймовыми гвоздями, и она с этого дня перестала существовать.
После закрытия церкви здание было сначала перестроено в стиле петроградского супрематического конструктивизма под заводской клуб «Красного Путиловца». Проект перестройки составил архитектор А. С. Никольский, хорошо знакомый с конструктивными особенностями здания, так как в 1900-е годы В. А. Косяков пригласил его участвовать в работе над первоначальным проектом. Клуб действовал несколько лет, пока не было завершено строительство Дома культуры имени И. И. Газа для завода.
В 1940 году здание бывшего клуба было передано ленинградскому отделению «Трудэнергокадров» для организации областной автотранспортной школы. После войны здание ещё раз перестроили; на этот раз в стиле сталинского классицизма — так, фасад здания украсили портиком. После этой реконструкции окончательно исчез склеп Н. И. Путилова. Впоследствии в здании бывшей церкви разместилась фабрика «Север», функционировавшая вплоть до конца существования СССР.
В 1990-х годах община церкви Николая Чудотворца и Царицы Александры была воссоздана.
Последний владелец здания — текстильно-галантерейное объединение «Север» — передало здание Санкт-Петербургской епархии в 2005 году.
В 2004 году здание передали РПЦ, на нём установили звонницу с шестью колоколами. Обсуждается вопрос восстановления храма, реконструкция, по расчётам, может стоить около 1,2 млрд рублей.
В 2006—2007 годах в непосредственной близости был построен бизнес-центр «Империал» (пр. Стачек, д. 48, корп. 2). Здание закрыло Путиловскую церковь со стороны проспекта, что градозащитники считают ошибкой.